# Capparis petiolaris
Capparis petiolaris là một loài thực vật có hoa trong họ Capparaceae. Loài này được Kunth mô tả khoa học đầu tiên năm 1821.